# Batalha de Curalaba
A Batalha de Curalaba (em espanhol: Batalla de Curalaba pronuncia-se [baˈtaʝa ðe kuɾaˈlaβa]) é uma batalha e emboscada de 1598 onde o povo mapuche liderado por Pelantaru derrotou os conquistadores espanhóis liderados por Martín García Óñez de Loyola em Curalaba, sul do Chile. Na historiografia chilena, onde o evento é frequentemente chamado de Desastre de Curalaba, a batalha marca o fim do período da conquista do Chile na história do Chile, embora a rápida expansão espanhola no sul já tivesse sido interrompida na década de 1550. A batalha contribuiu para desencadear uma revolta geral mapuche que resultou na "Destruição das Sete Cidades" - é um termo usado na historiografia chilena para se referir à destruição ou abandono de sete grandes postos avançados espanhóis no sul do Chile por volta de 1600, causada pela revolta mapuche e huilliche de 1598. A Destruição das Sete Cidades, na historiografia tradicional, marca o fim do período da Conquista e o início do próprio período colonial. Essa grave crise remodelou o Chile colonial e obrigou os espanhóis a reavaliar seu modo de guerra.

## História
Em 21 de dezembro de 1598, o governador Martín García Óñez de Loyola viajou para Purén liderando 50 homens. No segundo dia, acamparam em Curalaba sem tomar medidas de proteção. O povo mapuche, ciente de sua presença, com sua cavalaria liderada por Pelantaru e seus tenentes, Anganamón e Guaiquimilla, com trezentos homens, acompanhou seus movimentos e fez um ataque noturno surpresa. Completamente surpreso, o governador e quase todos os seus soldados e companheiros foram mortos.
Este evento foi chamado de Desastre de Curalaba pelos espanhóis. Não apenas envolveu a morte do governador espanhol, mas a notícia rapidamente se espalhou entre os mapuches e desencadeou uma revolta geral, há muito preparada pelo toqui Paillamachu, que destruiu acampamentos e cidades espanholas ao sul do rio Bío-Bío nos anos seguintes.